# Majlinda Kelmendi
Majlinda Kelmendi, kosovsko-albanska judoistka in trenerka juda, * 9. maj 1991, Peć, SFR Jugoslavija.
Leta 2014 je Majlinda zasedla prvo mesto na svetovni lestvici Mednarodne judo zveze (IJF) za ženske. 7. avgusta 2016 je postala prva kosovska športnica, ki je osvojila medaljo na olimpijskih igrah, ko je na olimpijskih igrah 2016 v Riu de Janeiru osvojila zlato v kategoriji do 52 kg. Albanijo je zastopala tudi na poletnih olimpijskih igrah 2012.

## Zgodnje življenje
Rodila se je v mestu Peć 9. maja 1991 v družini kosovskih Albancev. Takrat je bilo to območje del Socialistične federativne republike Jugoslavije, danes pa spada pod državo Kosovo. Bila je sestrična pokojnega Labinota Harbuzija, švedskega nogometaša kosovskega rodu, ki je umrl oktobra 2018 zaradi srčnega zastoja v starosti 32 let.

## Kariera
Leta 2009 je Majlinda Kelmendi osvojila zlato medaljo na mladinskem svetovne prvenstvu v Parizu. Leta 2010 je bila peta na mladinskem svetovnem prvenstvu v Marok, na članskem svetovnem prvenstvu 2010 v Tokiu pa je v kategoriji do 52 kg zasedla deveto mesto. Na olimpijskih igrah 2012 je v prvem krogu premagala Jaano Sundberg, v drugem pa izgubila proti Christianne Legentil.
Na svetovnem prvenstvu v judu leta 2013 je postala prva športnica iz Kosova z naslovom svetovne prvakinje v judu, ko je v v Riu de Janeiru v finalu kategorije do 52 kg premagala Brazilko Ériko Mirando. V starosti 22 let je tako postala prva kosovska judoistka, ki je po razglasitvi neodvisnosti Kosova leta 2008 osvojila medaljo na svetovnem prvenstvu. Njena zmaga ni bila presenečenje, saj je tistega leta že zmagala na prestižnem turnirju World Masters. Naslov svetovne prvakinje je obranila tudi leta 2014, leto kasneje pa zaradi poškodbe ni nastopila.
Februarja 2016 je tretjič zapored osvojila zlato medaljo na turnirju za Grand slam v Parizu. Dva meseca pozneje je osvojila zlato medaljo tudi na evropskem prvenstvu 2016 v ruskem Kazanu. Na poletnih olimpijskih igrah 2016 osvojila prvo olimpijsko medaljo za Kosovo – in to zlato. Izbruhnil je škandal, ker naj bi junija v Franciji zavrnila nenapovedan test dopinške kontrole. Njen trener je povedal, da je test zavrnila, ker preizkuševalec ni imel dovoljenja Svetovne protidopinške agencije (WADA).
Leta 2012 ni smela nastopiti za Kosovo na Poletnih olimpijskih igrah v Londonu, ker Mednarodniolimpijski komite in Združeni narodi takrat še niso priznali Kosova. Prav tako MOK ni dovolil, da bi tekmovala kot neodvisna športnica. Zato se je odločila, da bo tekmovala za Albanijo, saj je velika veliko prebivalcev Kosova etničnih Albancev.
Oktobra 2014 je Mednarodni olimpijski komite začasno priznal Olimpijski komite Kosova, polnopravno članstvo pa mu je bilo dodeljeno 9. decembra 2014. Kosovo je tako prvič sodelovalo na poletnih olimpijskih igrah 2016 v Riu de Janeiru v Braziliji. Kelmendijeva je bila zastavonoša Kosova na otvoritvene slovesnosti, njena zlata medalja na teh igrah je bila prva olimpijska medalja za to državo. Je tudi državljanka Albanije in ima albanski potni list.
Leta 2021 je osvojila bronasto medaljo na Judo World Masters v Dohi v Katarju, mesec kasneje pa še eno bronasto medaljo na 2021 Judo Grand Slam Tel Aviv v Izraelu. Nastopila je tudi na poletnih olimpijskih igrah 2020 v Tokiu v kategoriji do 52 kg.

## Statistika

### medalje
Vir:
2009
  52 kg − Svetovno prvenstvo, Praga
2010
 52 kg − Svetovno prvenstvo, Sofija
 52 kg − European Cup, Sarajevo
 52 kg − Grand Prix, Tunis
  52 kg − Svetovno prvenstvo, Tallinn
2011
 52 kg − Svetovno prvenstvo, Sofija
 52 kg − Grand Prix, Düsseldorf
  52 kg − Svetovno prvenstvo, Lizbona
 52 kg − Svetovno prvenstvo, Rim
 52 kg − Svetovno prvenstvo, Minsk
 52 kg − Grand Prix, Abu Dhabi
  52 kg − Grand Prix, Amsterdam
2012
 52 kg − European Cup, Praga
 52 kg − Svetovno prvenstvo, Rim
 52 kg − Svetovno prvenstvo, Istanbul
 52 kg − Grand Prix, Abu Dhabi
2013
 52 kg − Grand Slam, Pariz
 52 kg − Grand Prix, Düsseldorf
 52 kg − Grand Prix, Samsun
  52 kg − Evropsko prvenstvo, Budimpešta
 52 kg − World Masters, Tyumen
 52 kg − Svetovno prvenstvo, Rio de Janeiro
2014
 52 kg − Grand Slam, Pariz
 52 kg − Grand Prix, Samsun
 52 kg − Evropsko prvenstvo, Montpellier
 52 kg − Grand Prix, Budimšešta
 52 kg − Svetovno prvenstvo, Chelyabinsk
 52 kg − Grand Slam, Abu Dabi
2015
 52 kg − European Cup, Praga
 52 kg − Svetovno prvenstvo, Lizbona
 52 kg − Grand Slam, Pariz
  52 kg − Grand Slam, Abu Dabi
2016
 52 kg − Grand Slam, Pariz
 52 kg − Evropsko prvenstvo, Kazan
 52 kg − Grand Prix, Budimpešta
 52 kg − Olimpijska igre, Rio de Janeiro
2017
 52 kg − Grand Slam, Pariz]]
 52 kg − Evropsko prvenstvo, Varšava
2018
 52 kg − Grand Slam, Abu Dabi
 52 kg − Grand Prix, Taškent
2019
 52 kg − Grand Prix, Tel Aviv
 52 kg − Grand Slam, Düsseldorf
 52 kg − European Games, Minsk
  52 kg − Svetovno prvenstvo, Tokijo
 52 kg − Grand Slam, Abu Dabi
2021
  52 kg − World Masters, Doha